# Plomb 208
table
Le plomb 208, noté 208Pb, est l'isotope du plomb dont le nombre de masse est égal à 208 : son noyau atomique compte 82 protons et 126 neutrons avec un spin 0+ pour une masse atomique de 207,976 652 1 g/mol.

## Propriétés nucléaires
Le plomb 208 a un excès de masse de −21 748,5 ± 11 keV et une énergie de liaison nucléaire par nucléon de 7 867,453 ± 0,006 keV.
C'est le plus lourd de tous les nucléides stables connus, avec la particularité d'être doublement magique, c'est-à-dire d'avoir à la fois un nombre magique de protons et de neutrons ; c'est sans doute ce qui explique sa stabilité malgré sa masse élevée.

### Structure et rayon(s) du noyau
Les modèles de structure du noyau prédisent et les expériences de diffraction électronique confirment que la densité numérique des protons et des neutrons est essentiellement constante à l'intérieur du noyau (environ 0,06 et 0,08 fm−3, respectivement), et tend vers zéro rapidement à partir d'une certaine distance du centre, plus grande pour les neutrons que pour les protons. On peut ainsi définir un rayon neutronique Rn et un rayon protonique Rp : Rn ≈ 5,8 fm ; Rp ≈ 5,5 fm ; Rn – Rp = 0,283 ± 0,071 fm,,.

## Abondance naturelle
Comme les isotopes de nombres de masse 204, 206 et 207, le plomb 208 est primordial et non radioactif. C'est le plus abondant des quatre (environ 52,4 %), en raison de sa grande stabilité nucléaire.

Chaîne de désintégration du thorium 232.

Contrairement au plomb 204, le plomb 208 est radiogénique. C'est le produit final de plusieurs chaînes de désintégration, dont notamment celle du thorium 232, un nucléide primordial ; pour cette raison, il est aussi appelé thorium D. Par conséquent, le rapport 208Pb / 204Pb varie un peu d'une roche ou d'un minéral à l'autre, en fonction du rapport Th / Pb et du temps écoulé depuis la dernière homogénéisation isotopique, ce qui permet en principe de dater les roches (isochrones Th-Pb).